# Komitet Ziem Wschodnich
Komitet Ziem Wschodnich – pierwszy polski think tank działający w latach 1943–1947, luźno powiązany z konspiracyjnym Stronnictwem Narodowym zajmujący się problematyką Kresów Wschodnich.

## Historia
Komitet powstał w 1943 roku w Warszawie przy Stronnictwie Narodowym, zajmując się kwestiami wschodnimi. Główymi celami i zadaniami Komitetu Ziem Wschodnich było prowadzeniu tzw. akcji dokumentacyjnej, czyli zbieraniu materiałów dotyczących ziem wschodnich II Rzeczypospolitej. Zajmowano się inwentaryzacją znajdujących się tam dóbr kultury, a także gromadzono materiały dotyczące ludobójstwa UPA na ludności polskiej. Zadaniem Komitetu Ziem Wschodnich była również opieka nad wypędzonymi z województw wschodnich.
Komitet Ziem Wschodnich był zdominowany przez członków SN biorących aktywny udział w jego pracach oraz wchodzących w skład Zarządu. Związki z działającym w konspiracji Stronnictwem Narodowym (komuniści odmówili rejestracji jego działalności) zainicjowano w końcu 1945 roku. Uzyskano m.in. pomoc na prowadzenie działalności oraz na wydawanie „Biuletynu Kresowego”. Kontakty ze Stronnictwem z ramienia Komitetu utrzymywał Z. Nowosad, a ze strony SN z Prezydium KZW T. Maciński.
Aresztowania działaczy konspiracyjnego Stronnictwa Narodowego w roku 1946 spowodowały utratę pomocy finansowej dla Komitetu Ziem Wschodnich i stopniowy zanik komórek organizacyjnych, aż do całkowitej likwidacji organizacji w roku 1947.

## Struktura
W czasie wojny Komitet Ziem Wschodnich posiadał dwa oddziały: we Lwowie i w Krakowie. Po inkorporacji wschodnich terenów Polski przez sowietów w 1945 roku, Komitet Ziem Wschodnich przeniósł centralę do Krakowa, skupiając się na akcji organizacyjnej wśród Polaków pochodzących z ziem zabranych. Od tego czasu Komitet był podzielony na dwa okręgi: północno-wschodni (zwanym też wileńskim) z siedzibą w Toruniu, który skupiał ludzi mieszkających poprzednio na północ od Brześcia oraz lwowskim z siedzibą w Zabrzu, skupiającym ludność z Kresów położonych na południe od Brześcia.

## Władze
Władzę naczelną Komitetu Ziem Wschodnich stanowiło Prezydium. W skład Prezydium wchodzili: prezes Józef Zieliński (do kwietnia 1945 roku), wiceprezes Władysław Tarnawski, sekretarz generalny Zbigniew Nowosad, ks. Władysław Matus, kierownik organizacyjny Ewa Górka, kierownik propagandy prof. Kazimierz Próchnik, skarbnik ks. Bolesław Grudzieński oraz członkowie Prezydium, L. Bochenek, Kazimierz Brończyk, Wł. Bilan, M. Matusewicz, Zygmunt Domański, St. Nowotczyński.
W kwietniu 1945 roku nastąpiła reorganizacja prezydium Komitetu Ziem Wschodnich, mająca związek z trwającymi aresztowaniami działaczy przez bezpiekę. Nowym prezesem został Stanisław Zieliński (były konsul generalny RP w Berlinie). Prezydium Komitetu Ziem Wschodnich pełniło głównie funkcję nadzorczą i reprezentacyjną.
Działacze KSW zostali skazani wyrokiem Wojskowego Sądu Rejonowego z 1 października 1947 pod przewodnictwem mjr. Romana Abramowicza